# 折原浩
折原 浩（おりはら ひろし、1935年9月6日 - ）は、日本の社会学者。東京大学名誉教授。　

## 略歴・人物
東京生まれ。野球少年折原は、清水幾太郎『社会的人間論』に出会い、社会学に志した。1958年、東京大学文学部社会学科卒業、同大学院社会学研究科に学ぶ。1964年、助手。翌年より教養学部専任講師。1966年、教養学部助教授となる。1968年から69年の東大紛争において文学部学生の「不当処分」問題にかかわり、東大当局を厳しく追及し、69年以降も通常の授業再開を拒否し、自主講座を続けた。造反教官とされたが、しかし大学を辞することはなく、1986年に教授。1996年に東京大学教養学部退官後、名古屋大学文学部教授、1999年から椙山女学園大学教授を務め、2002年退職。
マックス・ヴェーバーの業績を総合的・批判的に検証し、現代に生かすことをテーマとし、1970年代中頃からはヴェーバーの主著で、編集に問題の残る『経済と社会』の再構成という難題に一貫して取り組んでいる。
1987年、東京大学教養学部社会科学科で、東京外国語大学助手の中沢新一を助教授として採用する案が西部邁らから出た時、菊地昌典や見田宗介などと共に反対した。
ヴェーバーが『プロテスタンティズムの倫理と資本主義の精神』において種々の意図的な資料選択を行っていたと主張する羽入辰郎『マックス・ヴェーバーの犯罪』が2002年に上梓されると、これを厳しく批判する議論を次々に明らかにした。批判は羽入の研究だけに留まらず、「羽入のような研究者を産み出した」近年の大学院制度にまで及び、羽入に学位を与えた東京大学大学院人文社会系研究科の責任を問うた。羽入は『学問とは何か－「マックス・ヴェーバーの犯罪」その後』でこれらに反論し、大学紛争当時の折原の言動などを批判している。
弟子に矢野善郎（中央大学教授）など社会学者ばかりでなく、近接領域の学者や実践家も多い。『東大闘争総括――戦後責任・ヴェーバー研究・現場実践』（未来社, 2019）にて多くが具体的に語られている。

## 著書

### 単著
- 『危機における人間と学問――マージナル・マンの理論とウェーバー像の変貌』（未來社, 1969年）
- 『大学の頽廃の淵にて――東大闘争における一教師の歩み』（筑摩書房, 1969年）
- 『人間の復権を求めて』 （中央公論社, 1971年）
- 『東京大学――近代知性の病像』（三一書房, 1973年）
- 『大学-学問-教育論集』（三一書房, 1977年）
- 『デュルケームとウェーバー ――社会科学の方法（上・下）』（三一書房, 1981年）
- 『学園闘争以後十余年―― 一現場からの大学-知識人論  三一書房, 1982年）
- 『マックス・ウェーバー基礎研究序説』（未來社, 1988年）
- 『ヴェーバー「経済と社会」の再構成――トルソの頭』（東京大学出版会, 1996年）
- 『ヴェーバーとともに40年――社会科学の古典を学ぶ』（弘文堂, 1996年）
- 『ヴェーバー学のすすめ』（未來社, 2003年）
- 『学問の未来――ヴェーバー学における末人跳梁批判』（未來社, 2005年）
- 『ヴェーバー学の未来――「倫理」論文の読解から歴史・社会科学の方法会得へ』（未來社, 2005年）
- 『大衆化する大学院―― 一個別事例にみる研究指導と学位認定』（未來社, 2006年）
- 『マックス・ヴェーバーにとって社会学とは何か――歴史研究への基礎的予備学』（勁草書房, 2007年）
- 『マックス・ヴェーバーとアジア 比較歴史社会学序説』（平凡社 ,2010年）
- 『日独ヴェーバー論争－－『経済と社会』（旧稿）全篇の読解による比較歴史社会学の再構築に向けて』（未来社、2013年)

### 共著
- （ヴォルフガング・シュルフター）『「経済と社会」再構成論の新展開――ヴェーバー研究の非神話化と「全集」版のゆくえ』（未來社, 2000年）
- 『比較歴史社会学へのいざない マックス・ヴェーバーを知の交流点として』 小路田泰直ら共著 （勁草書房 ,2009年）

### 翻訳
- ラインハルト・ベンディクス『マックス・ウェーバー ――その学問の全体像』（中央公論社, 1966年／上下巻, 三一書房, 1987-88年）

### 補訳
- マックス・ヴェーバー『社会科学と社会政策にかかわる認識の「客観性」』（岩波書店［岩波文庫］, 1998年）